# International Journal of Radiation Oncology, Biology, Physics
International Journal of Radiation Oncology, Biology, Physics is een internationaal, aan collegiale toetsing onderworpen wetenschappelijk tijdschrift op het gebied van de oncologie, radiologie, nucleaire geneeskunde en beeldvormend medisch onderzoek. De naam wordt in literatuurverwijzingen meestal afgekort tot Int. J. Radiat. Oncol. Biol. Phys. Het wordt uitgegeven door Elsevier namens de American Society of Therapeutic Radiologists en verschijnt 15 keer per jaar.